# 塩川伸明
塩川 伸明（しおかわ のぶあき、1948年8月31日- ）は、日本の政治学者。専門は、ロシア政治史・比較政治学。東京大学名誉教授。

## 略歴・人物
東京都生まれ。1974年、東京大学教養学部教養学科卒業。1979年、同大学院社会学研究科国際関係論専門課程博士課程単位取得退学。
1979年に東京大学社会科学研究所助手、1982年より同大学法学部助教授。比較政治を担当し、1994年より東京大学大学院法学政治学研究科教授。2013年定年退職。東京大学名誉教授。
専門分野で実証研究を発表する。一方で、社会主義の啓蒙的な著作もある。

## 著書

### 単著
- 『「社会主義国家」と労働者階級――ソヴェト企業における労働者統轄 1929-1933年』（岩波書店, 1984年）
- 『スターリン体制下の労働者階級――ソヴェト労働者の構成と状態:1929-1933年』（東京大学出版会, 1985年）
- 『ソヴェト社会政策史研究――ネップ・スターリン時代・ペレストロイカ』（東京大学出版会, 1991年）
- 『ペレストロイカの終焉と社会主義の運命』（岩波書店, 1992年）
- 『終焉の中のソ連史』（朝日新聞社, 1993年）
- 『社会主義とは何だったか』（勁草書房, 1994年）
- 『ソ連とは何だったか』（勁草書房, 1994年）
- 『現存した社会主義――リヴァイアサンの素顔』（勁草書房, 1999年）
- 『「20世紀史」を考える』（勁草書房, 2004年）
- 『多民族国家ソ連の興亡（1）民族と言語』（岩波書店, 2004年）
- 『多民族国家ソ連の興亡（2）国家の構築と解体』（岩波書店, 2007年）
- 『多民族国家ソ連の興亡（3）ロシアの連邦制と民族問題』（岩波書店, 2007年）
- 『民族とネイション――ナショナリズムという難問』（岩波書店［岩波新書］, 2008年）
- 『冷戦終焉20年――何が、どのようにして終わったのか』（勁草書房, 2010年）
- 『民族浄化・人道的介入・新しい冷戦――冷戦後の国際政治』（有志舎, 2011年）
- 『ナショナリズムの受け止め方 言語・エスニシティ・ネイション』三元社, 2015.3
- 『歴史の中のロシア革命とソ連』有志舎, 2020.8
- 『国家の解体: ペレストロイカとソ連の最期』東京大学出版会 2021/2

### 共編著
- （石川晃弘・松里公孝）『講座スラブの世界（4）スラブの社会』（弘文堂, 1994年）
- （中谷和弘）『法の再構築（2）国際化と法』（東京大学出版会, 2007年）
- 『ユーラシア世界（1）〈東〉と〈西〉』小松久男・沼野充義・宇山智彦共編、東京大学出版会、2012年
- 『ユーラシア世界（2）ディアスポラ論』小松久男・沼野充義共編、東京大学出版会、2012年
- 『ユーラシア世界（3）記憶とユートピア』小松久男・沼野充義共編、東京大学出版会、2012年
- 『ユーラシア世界（4）公共圏と親密圏』小松久男・沼野充義・松井康浩共編、東京大学出版会、2012年
- 『ユーラシア世界（5）国家と国際関係』小松久男・沼野充義共編、東京大学出版会、2012年
- 『社会人のための現代ロシア講義 東大塾』池田嘉郎共編. 東京大学出版会, 2016.5

### 訳書
- スティーヴン・F・コーエン『ブハーリンとボリシェヴィキ革命――政治的伝記、1888-1938年』（未來社, 1979年）
- E・H・カー『ロシア革命――レーニンからスターリンへ, 1917-1929年』（岩波書店, 1979年／岩波現代文庫、2000年）
- M・シートン＝ワトソン『文学作品にみるソヴェト人の息吹』（朝日新聞社, 1988年）